# Stigen
Stigen är en tätort i Färgelanda kommun i sydvästra Dalsland. Den är belägen 4 km öster om Färgelanda, samt 3 mil norr om Uddevalla och 3 mil nordväst om Vänersborg. Idag hyser Stigen flera småföretag, men är främst en bostadsort.

## Historia
Vid Stigen fanns vid mitten av 1800-talet ett färgeri och en vadmalsstamp. På initiativ av patronessan Maria Andersson på Stigens herrgård startades på 1860-talet vävnadsarbeten runt om i Färgelanda socken. 1874 lät hennes make, Magnus Andersson uppföra ett spinneri och väveri. Rörelsen expanderade och Stigens AB bildades 1897. 1904 förstördes fabrikslokalerna totalt av en brand, men återuppbyggdes snart. Yllefabriken drabbades hårt av krisen på 1920-talet och omkring 1930 upphörde driften nästan helt. Fabriken köptes då upp av Svenska Yllekoncernen AB, och nya fabrikslokaler uppfördes. Under denna tid upplevde fabriken en blomstringstid, och 1950 var 350 personer anställda vid fabriken. Årsskiftet 1970/71 övertogs Stigens Yllefabrik av staten, och hade i början av 1970-talet omkring 150 anställda.
Verksamheten upphörde definitivt under slutet av 1980-talet.
Stigen fick sin första poststation 1 april 1870. Den indrogs 27 juli 1895 i samband med att Uddevalla-Lelångens Järnväg öppnades med station i Färgelanda. Posten kom sedan 1 november 1930 att inrätta en ny poststation med benämningen Stigen, då först i yllefabrikens kontor. Under den mellanliggande tiden var Färgelanda postadress för orten.

### Befolkningsutveckling
| Befolkningsutvecklingen i Stigen 1930–2020              | Befolkningsutvecklingen i Stigen 1930–2020 | Befolkningsutvecklingen i Stigen 1930–2020 | Befolkningsutvecklingen i Stigen 1930–2020 | Befolkningsutvecklingen i Stigen 1930–2020 |
| ------------------------------------------------------- | ------------------------------------------ | ------------------------------------------ | ------------------------------------------ | ------------------------------------------ |
|                                                         |                                            |                                            |                                            |                                            |
| År                                                      |                                            |                                            | Folkmängd                                  | Areal (ha)                                 |
| 1930                                                    | 1930                                       |                                            | 406                                        | ##                                         |
| 1935                                                    | 1935                                       |                                            | 344                                        | ##                                         |
| 1940                                                    | 1940                                       |                                            | 454                                        | ##                                         |
| 1945                                                    | 1945                                       |                                            | 535                                        | ##                                         |
| 1950                                                    | 1950                                       |                                            | 609                                        | ##                                         |
| 1960                                                    | 1960                                       |                                            | 522                                        | 54                                         |
| 1965                                                    | 1965                                       |                                            | 505                                        | 54                                         |
| 1970                                                    | 1970                                       |                                            | 514                                        | 60                                         |
| 1975                                                    | 1975                                       |                                            | 506                                        | 70                                         |
| 1980                                                    | 1980                                       |                                            | 456                                        | 70                                         |
| 1990                                                    | 1990                                       |                                            | 431                                        | 70                                         |
| 1995                                                    | 1995                                       |                                            | 441                                        | 70                                         |
| 2000                                                    | 2000                                       |                                            | 397                                        | 70                                         |
| 2005                                                    | 2005                                       |                                            | 411                                        | 70                                         |
| 2010                                                    | 2010                                       |                                            | 428                                        | 70                                         |
| 2015                                                    | 2015                                       |                                            | 463                                        | 82                                         |
| 2020                                                    | 2020                                       |                                            | 485                                        | 77                                         |
| Anm.: ## Som tätort/befolkningsagglomeration 1920–1950. |                                            |                                            |                                            |                                            |